# Gerd Fitz
Gerd Fitz (eigentlich Friedrich Sebastian Fitz; * 23. März 1930 auf Schloss Pähl; † 24. März 2015 in Heigenkam) war ein bayerischer Volksschauspieler und entstammte der Schauspielerfamilie Fitz: Er war der Sohn von Hans Fitz und Ilse Fitz, der Bruder von Veronika Fitz und Walter Fitz, der Vater von Michael Fitz sowie der Onkel von Lisa Fitz.

## Leben
Nach dem Abbruch eines klassischen Gesangsstudiums war er in den 1950er Jahren Mitglied des Trios Fitzett (mit seinem Bruder Walter und dessen Frau Molly). Ab 1956 begann er unter dem Künstlernamen „Gerd Fitz“ eine Solokarriere als Schlagersänger mit wechselhaftem Erfolg. Durch Engagements an Münchner Theaterbühnen war er ab den 1970er Jahren auch in Film und Fernsehen zu sehen, darunter in Nebenrollen in den erfolgreichen Fernsehserien Königlich Bayerisches Amtsgericht, Die Wiesingers, Der Bulle von Tölz und Münchner Geschichten. Bundesweit bekannt wurde er durch seine Rollen in mehreren Fernsehaufzeichnungen bei Peter Steiners Theaterstadl, u. a. als Kommissar und Pfarrer, darüber hinaus als Kriminalbeamter Rudolf Grüner in der Reihe Löwengrube (1989 bis 1992), in der er an der Seite von Jörg Hube und Christine Neubauer spielte. Von 1995 bis 2004 war er als Land- und Gastwirt Walter Brucks regelmäßig in der Serie Forsthaus Falkenau zu sehen. In der Tatort-Folge Der oide Depp (27. April 2008) mit den Münchner Kommissaren Batic und Leitmayr spielte er einen dementen ehemaligen Kripo-Chef und Polizeipräsidenten.
Fitz lebte zuletzt auf Gut Heigenkam bei Warngau, einer Gemeinde im oberbayerischen Landkreis Miesbach, wo er einen Tag nach seinem 85. Geburtstag starb. Gerd Fitz ruht auf dem Friedhof von Warngau im Ortsteil Wall.

## Filmografie (Auswahl)
- 1970–1971: Königlich Bayerisches Amtsgericht
- 1970: Der Komödienstadel – Der Ehrengast
- 1981: Tatort – Im Fadenkreuz
- 1983: Polizeiinspektion 1 – Der Mann aus Rosenheim
- 1984: Die Wiesingers
- 1984: Franz Xaver Brunnmayr (1 Folge)
- 1985: Der Komödienstadel – Onkel Pepi
- 1985: Polizeiinspektion 1 – Bilderwut
- 1986: Der Komödienstadel – Das Prämienkind
- 1986: Polizeiinspektion 1 – Immer Ärger mit Kwoka
- 1986: Peter Steiners Theaterstadl – Die Falle
- 1987–1991: Löwengrube
- 1988: Der Schwammerlkönig (Fernsehserie)
- 1988: Peter Steiners Theaterstadl – Die Lügenglocke
- 1990: Der Komödienstadel – Die hölzerne Jungfrau
- 1990: Pension Corona (Fernsehserie, 14 Folgen)
- 1993: Chiemgauer Volkstheater – Zwei Tage Hochsaison
- 1995–1997: Der Bergdoktor
- 1995–2004: Forsthaus Falkenau
- 1996: Der Komödienstadl Minister gesucht
- 1996: Der Komödienstadl Zur Ehe haben sich versprochen
- 1996: Der Bulle von Tölz: Unter Freunden
- 1997: Mali
- 1997: Chiemgauer Volkstheater – Die Keuscheitskonkurrenz
- 1998: Dr. Stefan Frank – Der Arzt, dem die Frauen vertrauen – Und bist Du nicht willig
- 2000: Polizeiruf 110 – Verzeih mir
- 2000: Tatort – Viktualienmarkt
- 2002: Die Rosenheim-Cops – Hopfen und Malz
- 2004: Die Rosenheim-Cops – Ein Toter fällt vom Himmel
- 2008: Tatort – Der oide Depp

## Hörspiele
- 2000: Gordian Beck: Lauter nette Menschen – Regie: Christoph Dietrich (Kriminalhörspiel – BR)